# 驻悉尼南斯拉夫贸易旅游代表处爆炸案
驻悉尼南斯拉夫贸易旅游代表处爆炸案是一件1972年9月16日发生于驻悉尼南斯拉夫贸易旅游代表处爆炸案的爆炸案。事件中共有两枚炸弹爆炸，其中一枚炸伤16人，另一枚未伤及任何人。一般认为，这次爆炸案是克罗地亚分离主义者所为，可能与南斯拉夫处决几名持澳大利亚护照的克罗地亚人死刑有关。事件发生后，新南威尔士州警察突击搜查了当地一些克罗地亚裔家庭的房屋找寻线索。